# General Caballero Sport Club
El General Caballero Sport Club, también conocido como General Caballero de Zeballos Cué o simplemente General Caballero ZC, es un club de fútbol paraguayo con sede en el barrio Zeballos Cué de la capital del país, Asunción. Fue fundado en 1918 y actualmente milita en la Primera División C de la Cuarta División del fútbol paraguayo.

## Historia
Fundado el 6 de septiembre de 1918, inicialmente con el nombre de Deportivo Meilicke (apellido los propietarios de una curtiembre y formadores del club), con esa denominación ganó la Segunda División en 1923 y para su participación en la Primera División en 1924 cambió su nombre a General Caballero Sport Club, en honor a Bernardino Caballero, expresidente de Paraguay y uno de los comandantes principales en la guerra contra la Triple Alianza (1865-1870). 
En 1928 logró su segundo título en la Segunda División (pero por primera vez con su nueva denominación) y su ascenso a la Primera División.
También jugó en la Federación Paraguaya de Deportes y ganó un campeonato de esa entidad en 1937.
En 1958 logró el subcampeonato de la Segunda División y así ascendió con el campeón Presidente Hayes a la Primera División.
Volvió a ganar la Segunda División en 1962, pero no pudo ascender ya que el campeón no ascendía en forma directa, debía jugar una promoción ante el último de la Primera División, esta promoción lo perdió ante el club Sol de América, que se mantuvo en la máxima categoría.
En los años 1970 y 1986 ganó de nuevo el título de campeón de la Segunda División y el ascenso a la Primera División.
En los años 1993 y 2000 logró el título de la Tercera División, en el primer caso cuando la tercera categoría era la Segunda de Ascenso y el último cuando la tercera categoría era la Primera de Ascenso (tras la creación de la División Intermedia en 1997).
En 2004, se consagró subcampeón de la División Intermedia y así también logró el ascenso a la Primera División.
En 2011 logró de nuevo su ascenso a la Primera División, ganando el título de campeón del torneo de la División Intermedia de 2010. Al final de la temporada debió retornar a la Segunda División, a pesar de una protesta presentada por un partido contra Independiente, la cual le debía haber permitido mantener la categoría.
En la temporada 2015 logró el subcampeonato de la División Intermedia por lo que en la temporada 2016 jugó en la Primera División tras seis años de ausencia de la máxima categoría.
En la temporada 2016 de la Primera División, en el Torneo Apertura el club terminó en el noveno puesto de la tabla de posiciones, y con cierta tranquilidad en la tabla de promedios. En el Torneo Clausura llegó a la última fecha con buenas posibilidades de salvar la categoría, pues con una victoria aseguraba su permanencia, pero tras su derrota ante Libertad finalmente descendió.
En la temporada 2018, año en la que festejaba su Centenario, el club no tuvo un buen desempeño (principalmente en la segunda mitad del campeonato) y en la última fecha del campeonato tras perder 2-0 en condición de visitante ante Ovetense concretó su descenso a la Primera División B, por lo que volvió a competir en la tercera categoría del fútbol paraguayo tras 19 años. En la Copa Paraguay el club cayó eliminado en los octavos de final ante el club Libertad de la Primera División, anteriormente en la primera fase había eliminado al club Humaitá de la Cuarta División, en la segunda fase pese a caer ante el club Deportivo Capiatá de la Primera División, clasificó a octavos de final como uno de los mejores perdedores. 
La temporada 2019 acabó mal de nuevo,. Su muy bajo de desempeño determinó el descenso por vez primera en su historia a la cuarta categoría del fútbol paraguayo, pasando - por lo tanto- por los 4 niveles en sólo 5 años.

## Campañas en Primera División
| Torneo        | P.J. | P.G. | P.E. | P.P. | G.F. | G.C. | Ptos. | Posición Final.       |
| ------------- | ---- | ---- | ---- | ---- | ---- | ---- | ----- | --------------------- |
| 1924          | 8    | 0    | 4    | 4    | 4    | 16   | 4     | 10º Descendió         |
| 1929          | 9    | 2    | 2    | 5    | 11   | 21   | 6     | 10 (No hubo descenso) |
| 1930          | 13   | 2    | 1    | 10   | 14   | 42   | 5     | 13º                   |
| 1931          | 25   | 4    | 6    | 15   | 29   | 53   | 14    | Descendió             |
| 1959          | 18   | 5    | 7    | 6    | 35   | 38   | 17    | 4º                    |
| 1960          | 27   | 8    | 6    | 13   | 44   | 56   | 22    | 8º Descendió          |
| 1971          | 26   | 5    | 9    | 12   | 14   | 31   | 19    | 8º                    |
| 1972          | 26   | 6    | 11   | 9    | 29   | 31   | 23    | 6º                    |
| 1973          | 35   | 6    | 12   | 17   | 26   | 47   | 24    | 8º                    |
| 1974          | 18   | 4    | 8    | 6    | 22   | 25   | 16    | Descendió             |
| 1987          | 32   | 10   | 12   | 10   | 34   | 34   | 32    | 4º                    |
| 1988          | 33   | 7    | 8    | 18   | 33   | 59   | 22    | 11º                   |
| 1989          | 33   | 5    | 9    | 19   | 38   | 69   | 19    | 12º Descendió         |
| 2005          | 36   | 5    | 8    | 23   | 31   | 57   | 23    | 9º Descendió          |
| 2011          | 44   | 11   | 8    | 25   | 50   | 85   | 41    | 11º Descendió         |
| 2016          | 44   | 11   | 13   | 20   | 59   | 81   | 46    | 11º Descendió         |
| 16 temporadas | 427  | 91   | 124  | 212  | 473  | 745  | 333   |                       |

## Datos del club
- Actualizado el 20 de septiembre de 2021
- Temporadas en 1ª: 16
- Temporadas en 2ª y 3°: 73
- Temporadas en 4°: 1
- Mejor puesto en 1ª: 4° (1959,1987)
- Peor puesto en 1ª: Penúltimo . (En 1929 con solo 6 puntos)
- Campeonatos: 0
- Campeonatos de Segunda División: 6.
- Campeonatos de Tercera División: 2.
- Campeonatos de Cuarta División: 1.
- Dirección: Tte. Claudio Acosta esq. Carlos Zubizarreta, Barrio Zeballos Cué, Asunción.

## Jugadores

### Plantilla 2016
- Actualizado el 7 de enero de 2016

### Altas Primer Semestre 2016
PLANTILLA 2021
| Jugador              | Posición           | Nacionalidad | Minutos Jugados | Goles |
| -------------------- | ------------------ | ------------ | --------------- | ----- |
| IVAN CETRINI         | Arquero            | Paraguayo    |                 |       |
| OSCAR ROJAS          | Defensa            | Paraguayo    |                 |       |
| JUAN LOSADA          | Defensa            | Colombiano   |                 |       |
| EMILIO CARTAMAN      | Defensa            | Paraguayo    |                 |       |
| VICTOR BENITEZ       | Defensa            | Paraguayo    |                 |       |
| AXEL FERREIRA        | Mediocampista      | Paraguayo    |                 |       |
| CRISTHIAN AÑAZCO     | Mediocampista      | Paraguayo    |                 |       |
| EVELIO ROA           | Mediocampista      | Paraguayo    |                 |       |
| MARCOS ROJAS         | Mediocampista      | Paraguayo    |                 |       |
| JUAN ROMERO          | Delantero          | Paraguayo    |                 |       |
| PABLO FERNANDEZ      | Delantero          | Paraguayo    |                 |       |
| ADOLFO OVIEDO        | Arquero            | Paraguayo    |                 |       |
| JOSE GAMARRA         | Defensa            | Paraguayo    |                 |       |
| ANIBAL ARECO         | Defensa            | Paraguayo    |                 |       |
| ALEJANDRO ZARACHO    | Defensa            | Paraguayo    |                 |       |
| CRISTHIAN GAONA LUGO | Mediocampista      | Paraguayo    |                 |       |
| PAULO LUGO           | Delantero          | Paraguayo    |                 |       |
| VICTOR GUTIERREZ     | Delantero          | Paraguayo    |                 |       |
| AGUSTIN LIUCCI       | Mediocampista      | Uruguayo     |                 |       |
| KEVIN GIMENEZ        | Delantero          | Paraguayo    |                 |       |
| JUNIOR GONZALEZ      | Mediocampista      | Paraguayo    |                 |       |
| GUSTAVO CARDOZO      | Defensa            | Paraguayo    |                 |       |
| WALTER GOMEZ         | Delantero          | Paraguayo    |                 |       |
| LUIS RIQUELME        | Delantero          | Paraguayo    |                 |       |
| OSCAR BENITEZ        | Arquero            | Paraguayo    |                 |       |
| ELDER ZORRILLA       | Arquero            | Paraguayo    |                 |       |
| IVAN FRETES          | Delantero          | Paraguayo    |                 |       |
| MAXIMILIANO GAONA    | Mediocampista      | Paraguayo    |                 |       |
| IVAN PORTILLO        | Defensa            | Paraguayo    |                 |       |
| FRANCISCO BEDEIRA    | Mediocampista      | Paraguayo    |                 |       |
| JUAN GUZMAN          | Defensa            | Colombiano   |                 |       |
| JUAN AQUINO          | Delantero          | Paraguayo    |                 |       |
| DARIO VERA           | Mediocampista      | Paraguayo    |                 |       |
| GILBERTO CANO        | Arquero            | Paraguayo    |                 |       |
| FABIAN ALARCON       | Mediocampista      | Paraguayo    |                 |       |
| DANIEL QUIÑONEZ      | Mediocampista      | Paraguayo    |                 |       |
| DIEGO MENDOZA        | Defensa            | Paraguayo    |                 |       |
| NICOLAS GARAY        | Mediocampista      | Paraguayo    |                 |       |
| DAVID BENITEZ        | Defensa            | Paraguayo    |                 |       |
| ALDO DE LA CRUZ      | Mediocampista      | Paraguayo    |                 |       |
| ARTURO DILACIO       | Mediocampista      | Paraguayo    |                 |       |
| ROBERTO LUGO         | DIRECTOR TECNICO   | Paraguayo    |                 |       |
| RUBEN AYALA          | ASISTENTE TECNICO  | Paraguayo    |                 |       |
| MIGUEL BENITEZ       | PREPARADOR FISICO  | Paraguayo    |                 |       |
| VIRGILIO AYALA       | DOCTOR             | Paraguayo    |                 |       |
| MARIO CACERES        | KINESIOLOGO        | Paraguayo    |                 |       |
| LIC. HUGO ZARACHO    | PRESIDENTE         | Paraguayo    |                 |       |
| MIGUEL LOVERA        | LOGISTICA          | Paraguayo    |                 |       |
| SEBASTIAN BENITEZ    | LOGISTICA          | Paraguayo    |                 |       |
| ALBERTO FERREIRA     | ENCARGADO DEL CLUB | Paraguayo    |                 |       |
| ADRIAN PEDROZZA      | ENCARGADO DEL CLUB | Paraguayo    |                 |       |
| JOHANA CUQUEJO       | FOTOGRAFA          | Paraguaya    |                 |       |
| DAISY AGUILAR        | FILMACION          | Paraguaya    |                 |       |

- Actualizado el 7 de enero de 2016

| Altas               |                |                  |           |
| Jugador             | Posición       | Procedencia      | Tipo      |
| Armando Vera        | Guardameta     | San Lorenzo      | Traspaso. |
| Bladimiro Duarte    | Defensa        | Caacupé          | Traspaso. |
| Cristhian Aguada    | Defensa        | Sportivo Luqueño | Traspaso. |
| Eugenio Montiel     | Defensa        | San Lorenzo      | Traspaso. |
| Aldo Olmedo         | Defensa        | General Díaz     | Traspaso. |
| Fabio Caballero     | Centrocampista | Rubio Ñu         | Traspaso. |
| Joel Román          | Centrocampista | San Lorenzo      | Traspaso. |
| Hernestor Caballero | Centrocampista | San Lorenzo      | Traspaso. |
| Jorge Colmán        | Delantero      | Olimpia          | Préstamo. |
| César Caicedo       | Delantero      | San Lorenzo      | Traspaso. |

## Palmarés

### Torneos nacionales
| Torneos nacionales oficiales | Torneos nacionales oficiales       | Torneos nacionales oficiales |
| Competición                  | Títulos                            | Subcampeonatos               |
| ---------------------------- | ---------------------------------- | ---------------------------- |
| Segunda División (6/5)       | 1923, 1928, 1962, 1970, 1986, 2010 | 1958, 1964, 2004, 2008, 2015 |
| Tercera División (2)         | 1993, 2000                         |                              |
| Primera División C           | 2021                               |                              |

| Torneos nacionales amateur       | Torneos nacionales amateur | Torneos nacionales amateur |
| Competición                      | Títulos                    | Subcampeonatos             |
| -------------------------------- | -------------------------- | -------------------------- |
| Federación Paraguaya de Deportes | 1937                       |                            |